# Kentfield, Kalifornien
Kentfield är en ort (CDP) i Marin County, i delstaten Kalifornien, USA. Enligt United States Census Bureau har orten en folkmängd på 6 485 invånare (2010) och en landarea på 7,8 km².